# Gustave Tiger
A Gustave Tiger egy 2013 és 2022 között működött, magyar könnyűzenei együttes volt. Saját stílusmeghatározása szerint szecesszionista punkrockot játszott, szövegeiket többségében angolul írták, de vannak magyar nyelvű számaik is. A budapesti zenekar többnyire kétperces, feszes dalai abszurd történelmi tablók, ahol bizarr módon fér meg egymás mellett az artpunk, a pszichedelikus rock- és a popzene is.

## Története
Az együttest a The Moog egykori ritmusszekciója, Szabó Csaba és Dorozsmai Gergő alapította 2013-ban, Mezősi Péter dobossal, ebben a formációban jelent meg a debütáló EP, a Mitanni Mares. Az együtteshez később csatlakozott Szurcsik Erika énekesnő, és vele rögzítették az első nagylemezük az At The Idyll’s Endet 2014-ben. Ezután Mezősi Pétert a Broken Cups zenekarból ismert Fekete Dávid váltotta a doboknál, majd 2015 júniusában Hó Márton lett a basszusgitáros. Az új felállásban jött ki a zenekar második lemeze, a Chaste and Mystic Tribadry, amely az Index.hu szerint az év magyar lemeze lett 2016-ban. Az albumon található egyetlen magyar nyelvű dal, a Senki se tenger megnyerte a Stenk dalversenyét 2017 áprilisában.   
2017 februárjában a Gustave Tiger meghívást kapott a szlovéniai MENT fesztiválra. Miután Vic Galloway, a skót BBC műsorvezetője látta őket élőben, annyira megtetszett neki a magyar zenekar, hogy le is adta a Thermidor című számukat a BBC rádióban.  
A zenekar 2022. április 6-án jelentette be feloszlását.

## Diszkográfia
- Mitanni Mares EP (2013)
- At The Idyll’s End (2014)
- Chaste and Mystic Tribadry (2016)